# Teodozja (miasto)
Teodozja (Kaffa; ukr. Феодосія, Теодосія, ros. Феодосия, krymskotat. Kefe, gr. Θεοδοσία Theodosia, orm. Թեոդոսիա Teodosia) – miasto na Ukrainie, na południowo-wschodnim wybrzeżu Krymu nad Morzem Czarnym u podnóża masywu Tepe-Oba. Port handlowy i kurort.

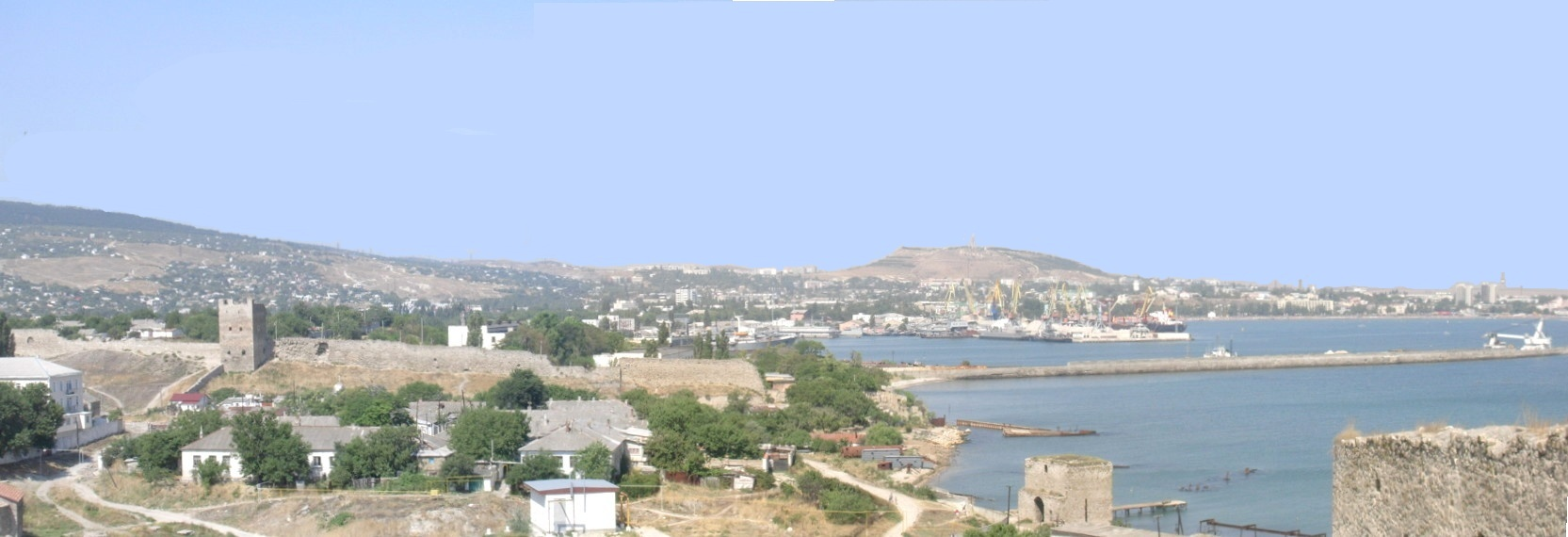
Panorama miasta i portu, po lewej – ruiny twierdzy genueńskiej

## Gospodarka
W mieście rozwinął się przemysł maszynowy, metalowy, meblarski, spożywczy oraz zabawkarski.

## Historia

### Starożytność
Założone zostało w latach sześćdziesiątych VI w. p.n.e. przez osadników greckich z Miletu. W V w. p.n.e. młode polis stało się poważnym konkurentem dla sąsiedniego królestwa Bosporańskiego, czego skutkiem była wojna między tymi państwami. W wyniku tej wojny w 380 p.n.e. król bosporański Leukon I przyłączył miasto do swojego królestwa. Pod panowaniem bosporańskim Teodozja wyrosła na największy port handlowy na północnym wybrzeżu Morza Czarnego. Około 60 p.n.e. została podbita przez Rzym, a w IV wieku n.e. – przez plemiona sarmackie.

### Średniowiecze
We wczesnym średniowieczu Teodozję opanowali Bizantyjczycy. Ich władza utrzymała się do I połowy XIII wieku, do czasu opanowania Krymu przez Tatarów.
W 1266 przemianowana na Kaffę przez Genueńczyków, którzy założyli tam swoją pierwszą placówkę handlową na Krymie za zgodą chanów tatarskich. Miasto stało się ich najważniejszą kolonią nad Morzem Czarnym i jednym z najbardziej zaludnionych miast w Europie. Z czasem doszło do usamodzielnienia się Kaffy i pozostałych genueńskich faktorii na Krymie, które po przyłączeniu okolicznych ziem utworzyły zamorskie terytorium Genui – Gazarię.
Podczas oblężenia portu przez Złotą Ordę, Mongołowie na rozkaz Dżany Bega w 1346 po raz pierwszy zastosowali dżumę jako broń biologiczną. Oblegający przy pomocy katapult wrzucali za mury miasta zwłoki zmarłych na tę chorobę. Uciekinierzy z tego miasta roznieśli epidemię na cały kontynent, zapoczątkowując tym samym epidemię dżumy w Europie.
Miasto wywierało duże wrażenie na współczesnych. Zewnętrzna linia murów obronnych, która została wzniesiona w l. 1383–1389, liczyła 5240 m z 34 wieżami, 5 bramami i 24 barbakanami, otaczając teren o powierzchni 84 ha. Pod koniec panowania genueńskiego było około 40 kościołów łacińskich, blisko 12 cerkwi prawosławnych, co najmniej 3 kościoły ormiańskie oraz meczet. W czasach panowania króla Kazimierza Jagiellończyka Kaffa była pod protekcją króla Polski.

### Czasy nowożytne
6 czerwca 1475 do miasta wkroczyli Turcy Osmańscy.
Na początku XVII w. miasto miało ponad 80 tysięcy mieszkańców.
W 1616 roku kozacy rejestrowi, pod wodzą hetmana Piotra Konaszewicza-Sahajdacznego, w liczbie 7,5 tysiąca na 150 czajkach zdobyli twierdzę w Kaffie, uwalniając dużą liczbę chrześcijańskich niewolników.
W 1783 miasto wraz z resztą Krymu włączono do Rosji i przywrócono starożytną grecką nazwę.
W XIX wieku w mieście tworzył znany rosyjski malarz marynista pochodzenia ormiańskiego Iwan Ajwazowski. Galeria jego obrazów jest jedną z atrakcji Teodozji.
W okresie bezpośrednio po I wojnie światowej w Teodozji działała polska placówka o charakterze konsularnym.
W trakcie II wojny światowej miasto czterokrotnie przechodziło z rąk do rąk. W trakcie zaciętych walk Armia Czerwona i hitlerowcy dopuszczali się licznych zbrodni. W wyniku działań wojennych i niemieckiej okupacji zginęło wielu mieszkańców miasta, w tym niemal cała społeczność żydowska.

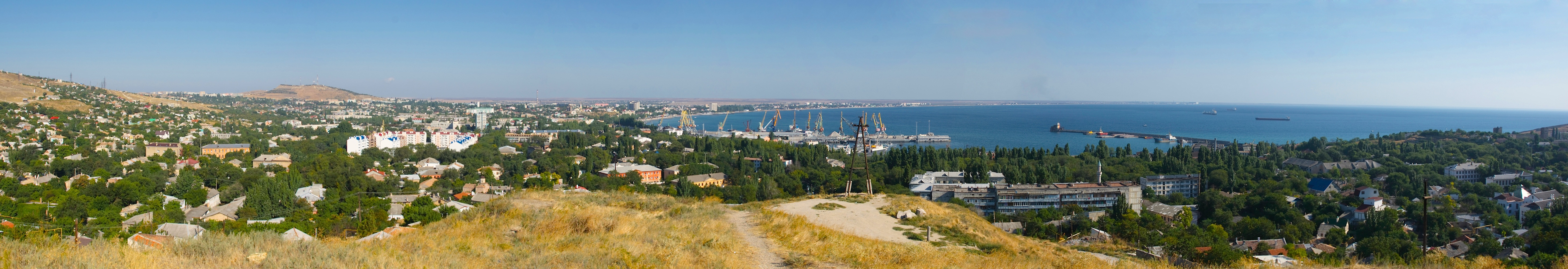
Teodozja widziana z gór Tepe-Oba

## Zabytki
Do cennych zabytków miasta zalicza się:
- ruiny twierdzy genueńskiej (XIV / XV wiek),
- basztę Konstantyna, stanowiącą pozostałość północnej części zewnętrznych murów obronnych (XIV / XV wiek),
- cerkwie ormiańskie (XIV / XV wiek): św. Sergiusza (Surb Sarkis), Archaniołów Michała i Gabriela, grupę małych cerkwi w obrębie murów twierdzy,
- meczet Mufti Dżami (I połowa XVII wieku),
- cerkiew prawosławną pw. Iwerskiej Ikony Matki Boskiej (dawna ormiańska pw. św. Jana Chrzciciela); (XIV wiek).

Na terenie miasta odkryto liczne świadectwa starożytnej świetności grodu, w tym importowaną grecką ceramikę, przedmioty codziennego użytku i ozdoby, m.in. unikatowy złoty kolczyk wykonany techniką filigranu, znajdujący się w zbiorach petersburskiego Ermitażu.

## Galeria zabytków Teodozji

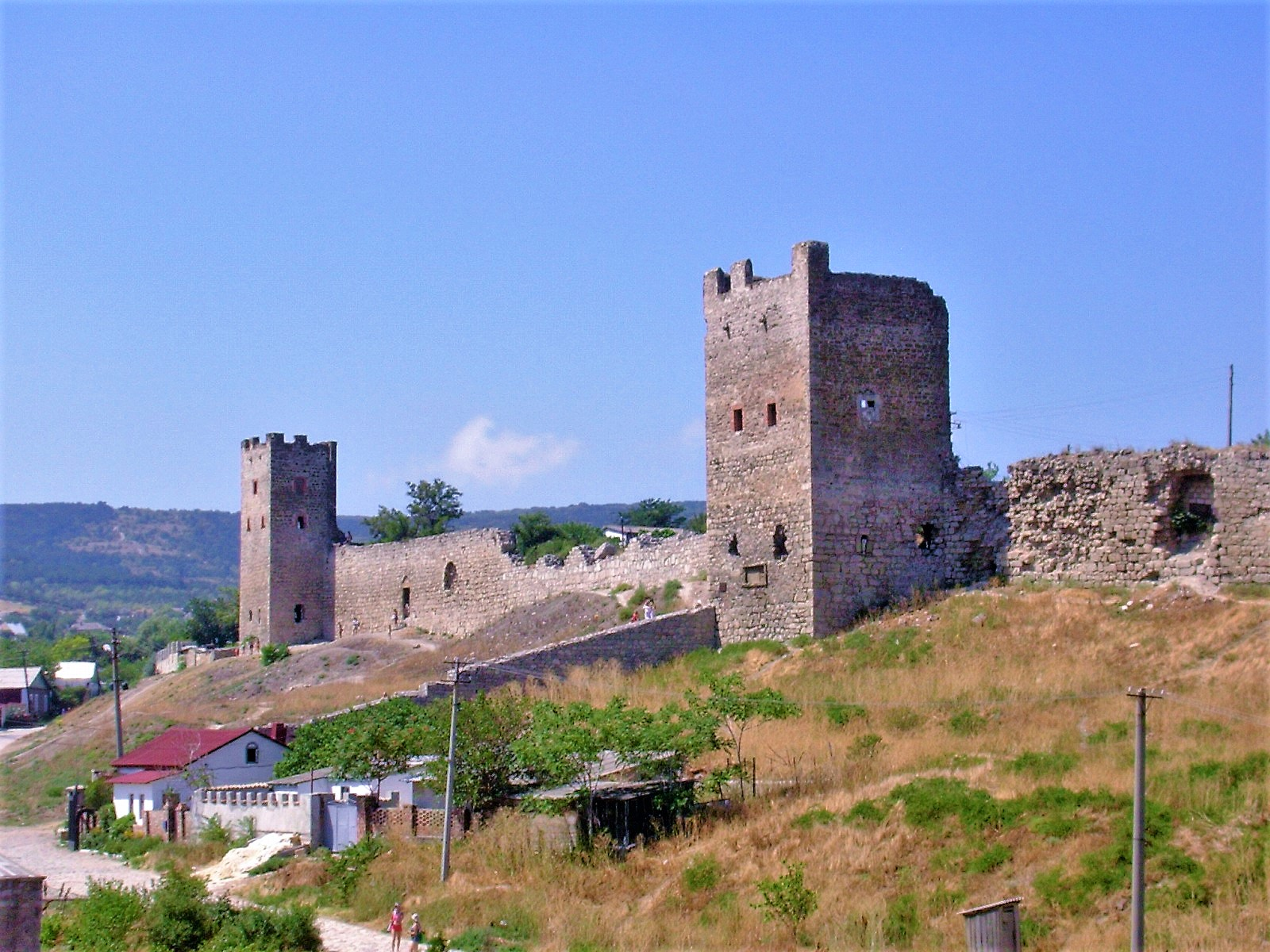
Mury twierdzy genueńskiej z dwiema basztami
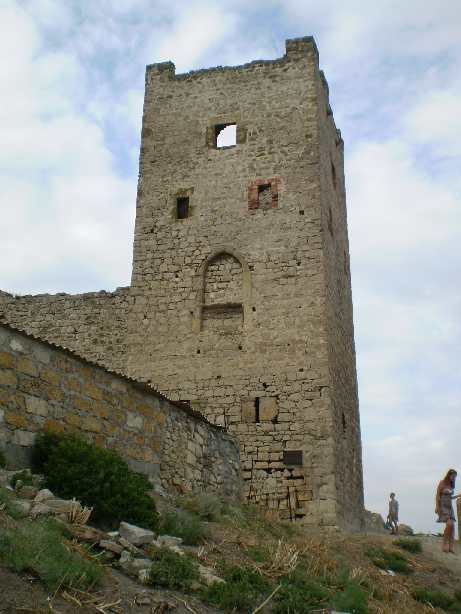
Jedna z baszt twierdzy
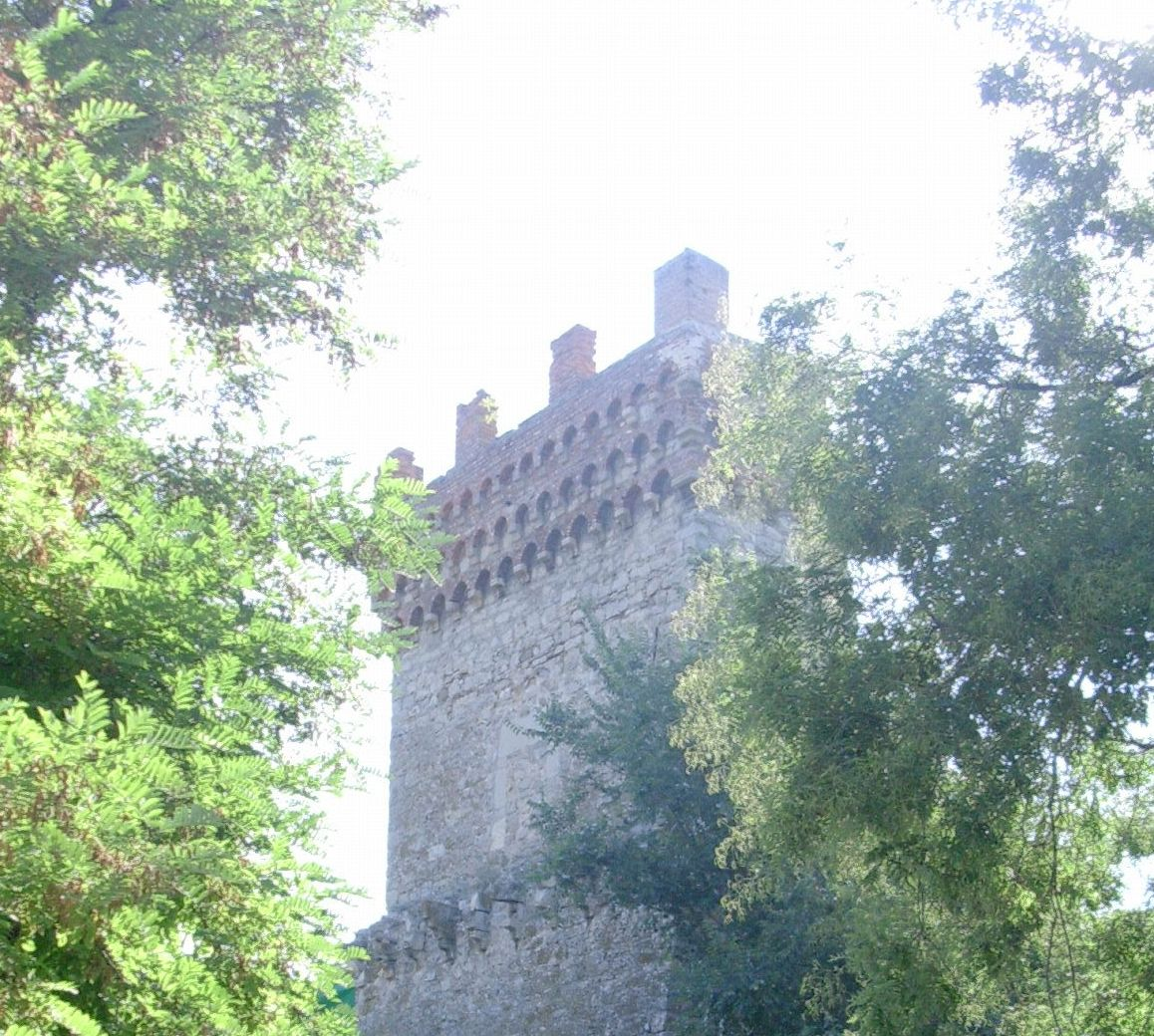
Baszta św. Konstantyna – z przodu…
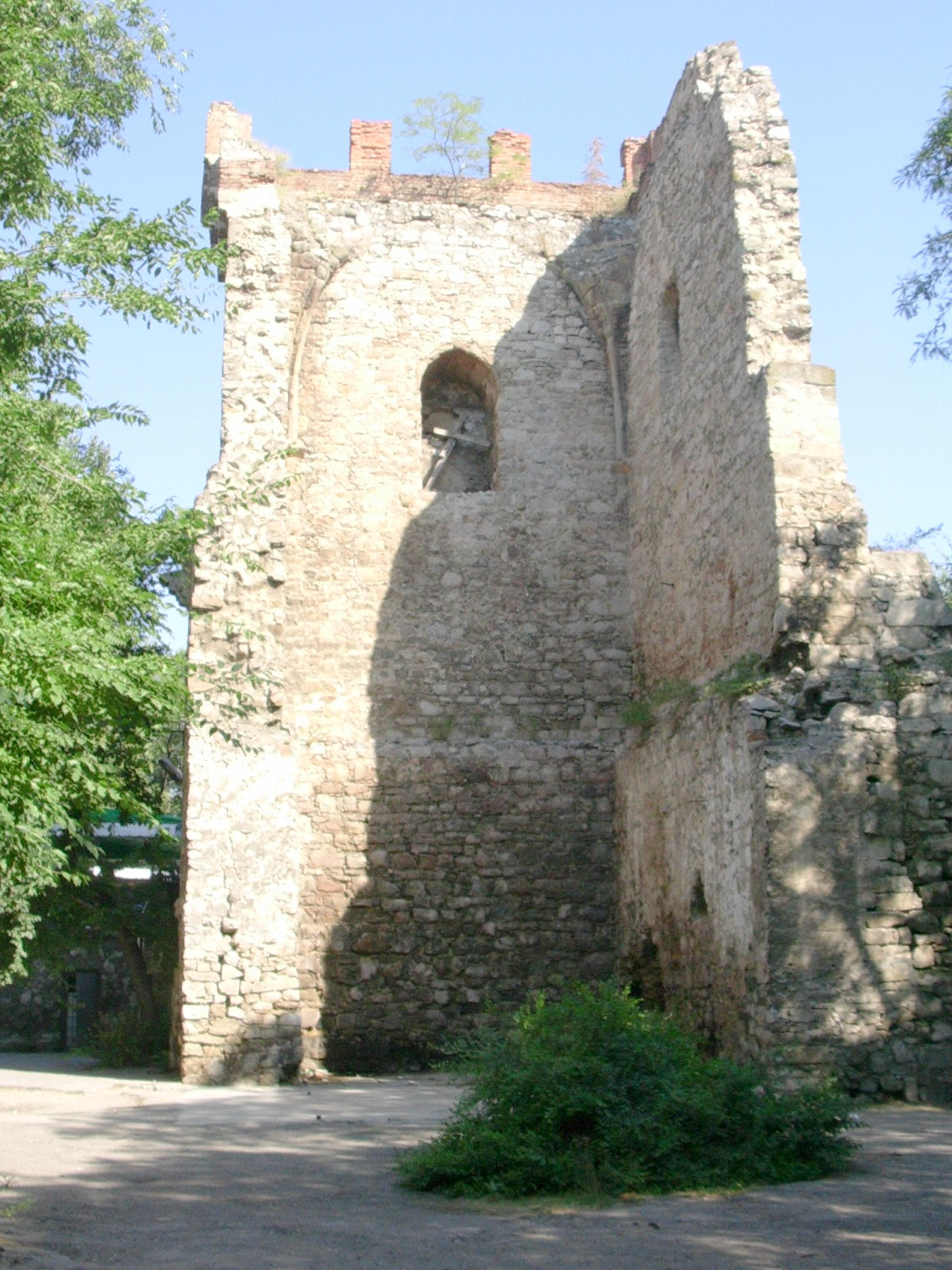
…i z tyłu
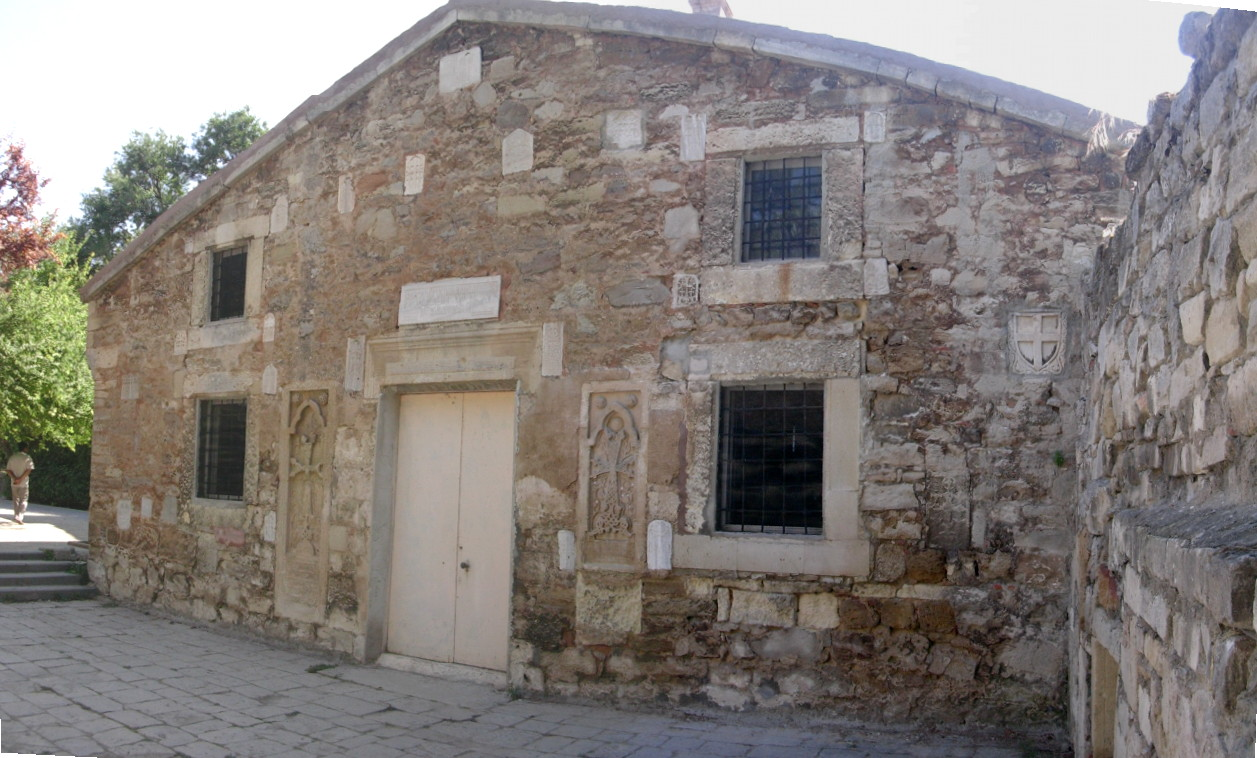
Cerkwie ormiańskie: św. Sergiusza…
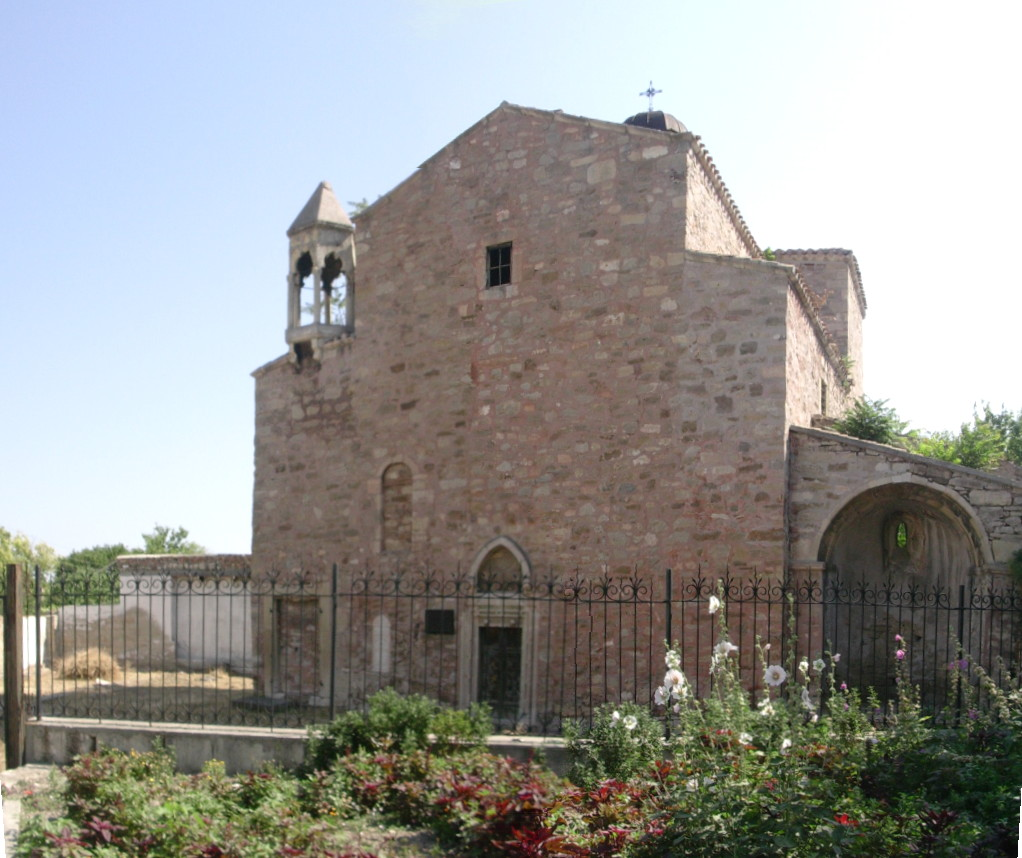
…Archaniołów Michała i Gabriela…
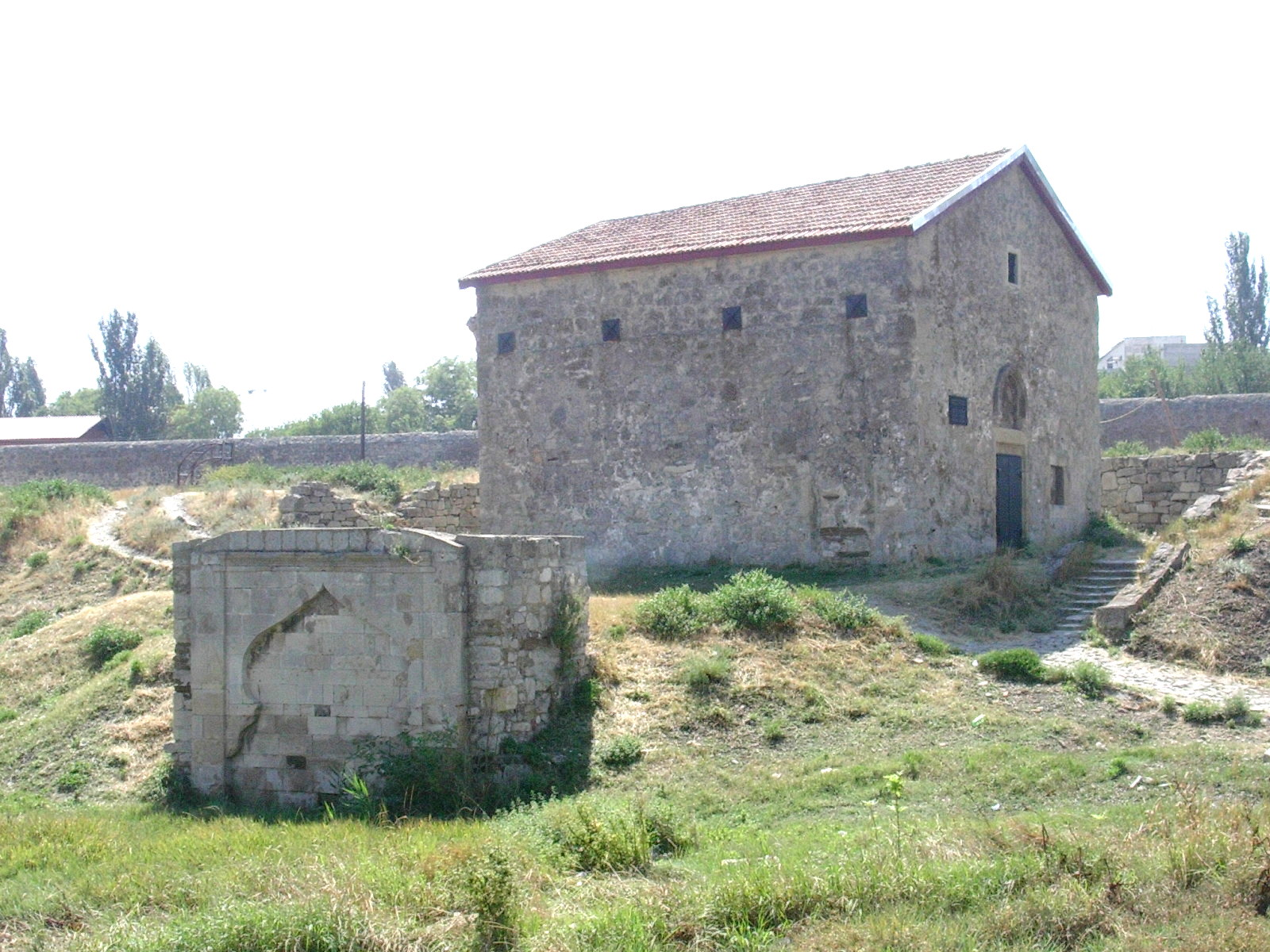
…i św. Stefana – jedna z czterech małych świątyń wewnątrz murów
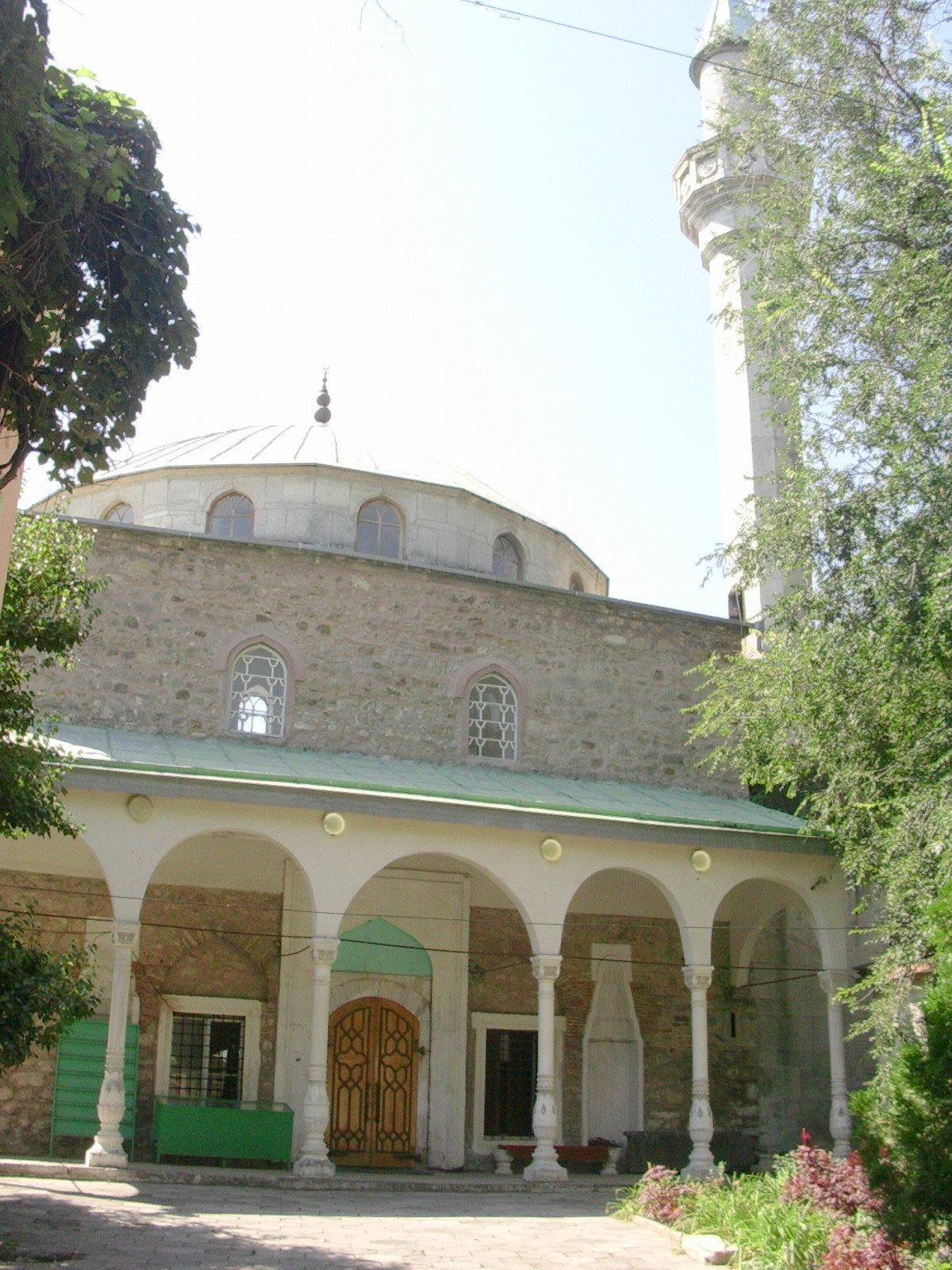
Meczet Mufti Dżami

## Miasta partnerskie
- Armawir, Armenia
- Azow, Rosja
- Kołobrzeg